# Grieghallen

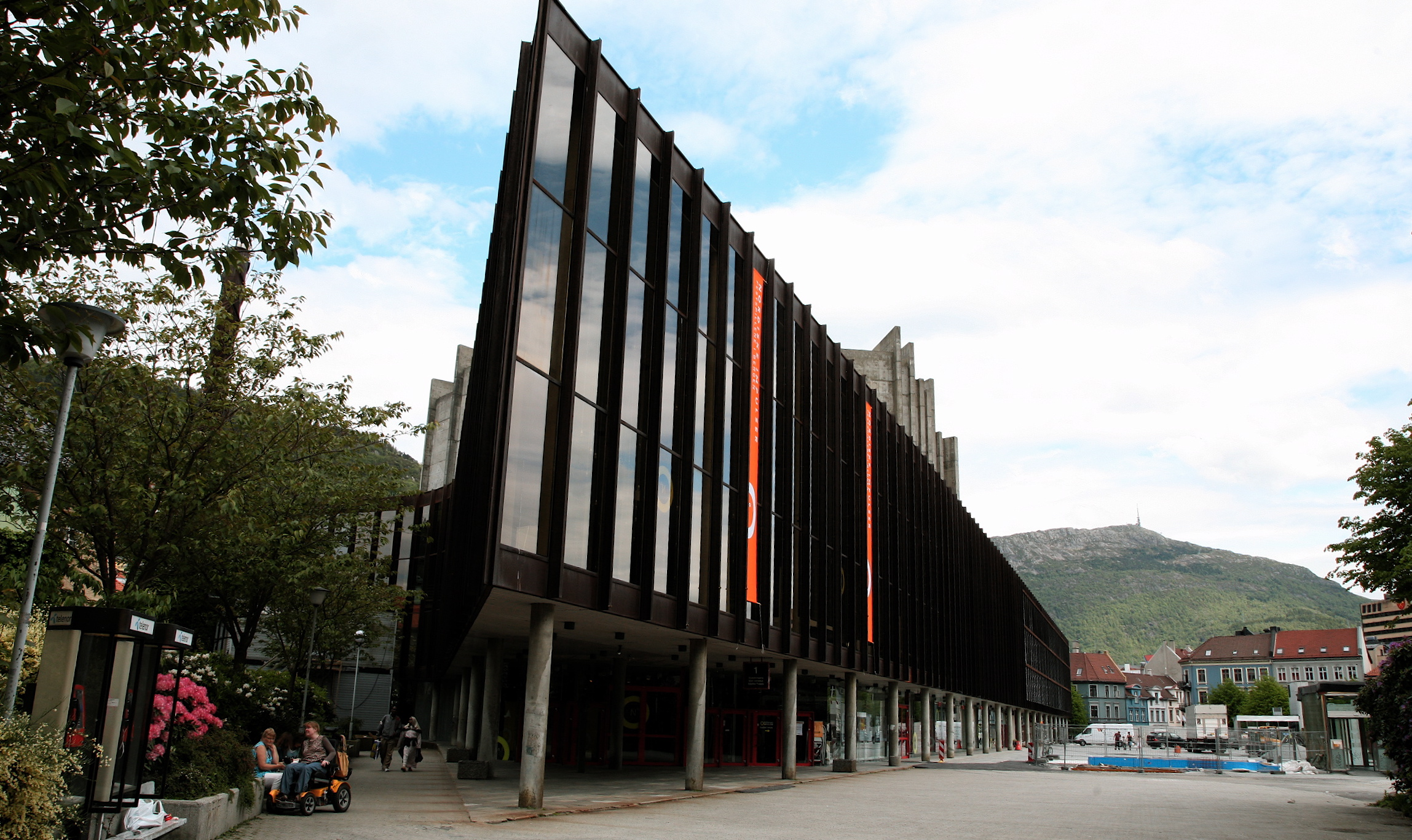
Концертный зал Грига

Концертный зал Грига (норв. Grieghallen) — концертный зал на 1500 мест в Бергене (Норвегия), названный в честь норвежского композитора Эдварда Грига. Здание было спроектировано датским архитектором Кнудом Мунком (дат. Knud Munk), выигравшим конкурс на проект будущего концертного зала в 1965 году. С момента окончания строительства в 1978 году является домом для филармонического оркестра Бергена. Был местом проведения конкурса песни Евровидение в 1986 году. Также в зале ежегодно проводится Норвежский чемпионат духовых оркестров (англ. Norwegian Brass Band Championship).
В 1978 году Grieghallen получил архитектурную премию Betongtavlen.
Концертный зал также известен своей звукозаписывающей студией в среде поклонников блэк-метала. В ней был записан ряд значимых для жанра альбомов норвежских групп под руководством звукоинженера Эйрика Хундвина.